# جيمي زاكازاكا
جيمي زاكازاكا (بالإنجليزية: Jimmy Zakazaka)‏ (مواليد 27 ديسمبر 1984 في بلانتيري) لاعب كرة قدم ملاوي دولي يجيد اللعب في خط الهجوم . يلعب حاليا لصالح نادي بأي يونايتد الجنوب الأفريقي من سنة 2007 .

## روابط خارجية
- جيمي زاكازاكا على موقع قاعدة بيانات كرة القدم.إي يو (الإنجليزية)
- جيمي زاكازاكا على موقع ناشيونال فوتبول تيمز (الإنجليزية)